# Queda do regime de Bashar al-Assad
Em 8 de dezembro de 2024, a República Árabe Síria sob o comando de Bashar al-Assad entrou em colapso em meio a grandes ofensivas da oposição síria (liderada pelo Hayat Tahrir al-Sham e apoiada por outros grupos rebeldes, incluindo o Exército Nacional Sírio apoiado pela Turquia) como parte da guerra civil síria iniciada em 2011. A queda de Damasco marcou o fim do regime da família Assad, que havia governado a Síria como uma ditadura hereditária totalitária desde que Hafez al-Assad assumiu a presidência em 1971, como resultado da Revolução Corretiva.
Como a Sala de Operações do Sul, uma coalizão rebelde, invadiu Damasco na tentativa de encontrar o ex-presidente, Assad e sua família fugiram da capital em um avião para a Rússia, onde receberam asilo. Posteriormente, os rebeldes sírios declararam vitória contra o governo de Assad na televisão estatal, enquanto o Ministério das Relações Exteriores da Rússia anunciou a renúncia de Assad e sua saída da Síria.

## Tomada de poder pela oposição

### Avanços militares

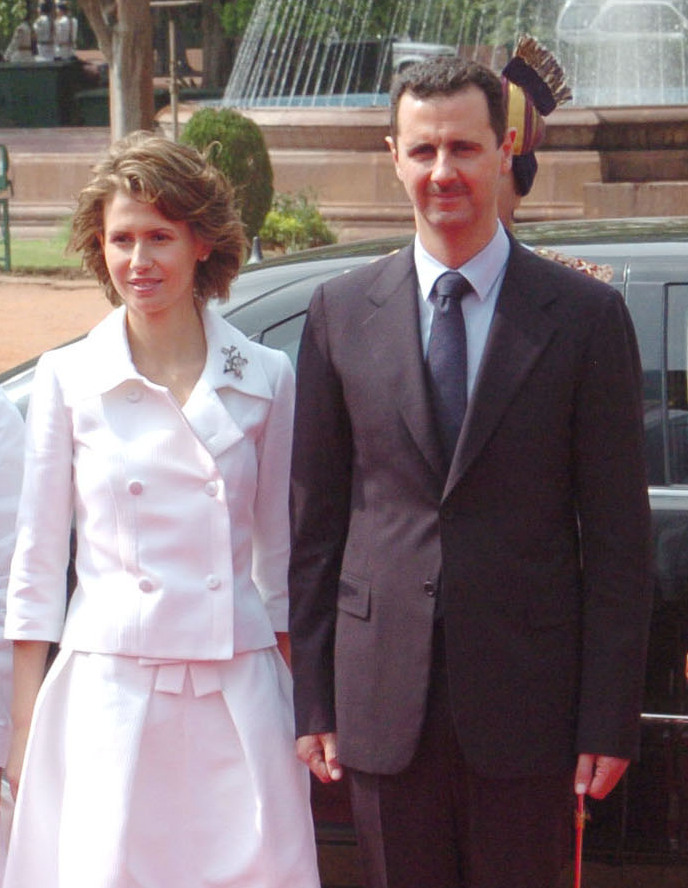
Bashar al-Assad e Asma al-Assad em 2008

O planejamento das forças anti-Assad para uma ofensiva contra Alepo começou no final de 2023, mas foi adiado por objeções turcas. O presidente turco Recep Tayyip Erdoğan buscou negociações com o governo de Assad para “determinar o futuro da Síria juntos”, mas recebeu uma resposta negativa.
Em 7 de dezembro de 2024, as forças da oposição garantiram o controle total de Homs, depois de, aproximadamente, vinte e quatro horas de engajamento militar concentrado. O rápido colapso das defesas do governo resultou na retirada precipitada das forças de segurança, que destruíram documentação sensível durante sua retirada. A captura concedeu às forças insurgentes o controle sobre a infraestrutura crítica de transporte, particularmente o entroncamento rodoviário que conecta Damasco à região costeira alauita, onde estavam situadas a base de apoio de Assad e as instalações militares russas.

Mapa das ofensivas da oposição síria em 2024

As forças do Hezbollah aliadas a Assad retiraram-se da vizinha al-Qusayr, evacuando aproximadamente 150 veículos blindados e centenas de combatentes. Acredita-se que a redução do apoio dos principais aliados, incluindo o envolvimento diminuído da Rússia devido ao seu foco na invasão da Ucrânia, e o envolvimento simultâneo do Hezbollah no conflito com Israel, contribuíram para a posição enfraquecida do governo.
A tomada de Homs pelas forças da oposição provocou celebrações públicas generalizadas, com os moradores a participarem em manifestações de rua. Os celebrantes gritavam slogans anti-Assad, incluindo: "Assad foi-se, Homs está livre" e "Viva a Síria, abaixo Bashar al-Assad", removeram símbolos do governo que incluíam retratos de Assad, enquanto os combatentes da oposição realizavam celebrações da vitória, incluindo tiros comemorativos.
Em 7 de dezembro, os rebeldes sírios anunciaram que começaram a cercar Damasco após capturar cidades próximas, com o comandante rebelde Hassan Abdel Ghani afirmando que "nossas forças começaram a implementar a fase final do cerco da capital Damasco". Os rebeldes começaram a cercar a capital após capturar Al-Sanamayn, uma cidade a 20 quilômetros (12 milhas) da entrada sul de Damasco. À noite, as forças pró-governo deixaram as cidades nos arredores de Damasco, incluindo Jaramana, Qatana, Muadamiyat al-Sham, Darayya, Al-Kiswa, Al-Dumayr, Daraa e locais próximos à Base Aérea de Mezzeh.
O Exército Sírio tentou manter a ordem pública por meio de transmissões da mídia estatal, instando os cidadãos a desconsiderar o que eles chamaram de "notícias falsas" destinadas a desestabilizar a segurança nacional. A liderança militar garantiu à população seu compromisso contínuo com a defesa do país, embora sua capacidade de fazê-lo parecesse cada vez mais limitada. Unidades de reconhecimento da oposição penetraram nas defesas da capital, estabelecendo posições em locais estratégicos por toda a cidade. Equipes de operações especiais conduziram buscas sem sucesso por Assad em Damasco.

### Perda de controle político

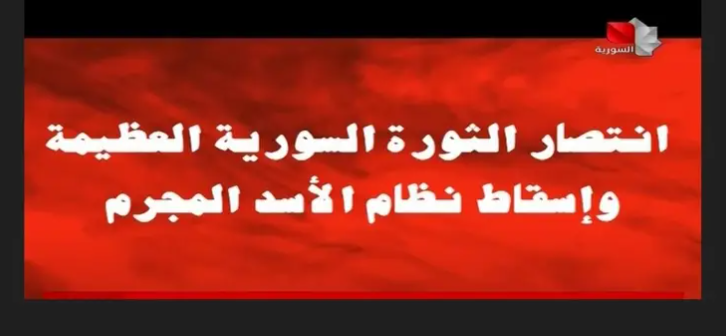
"Vitória da grande revolução síria e a queda do regime criminoso de al-Assad" na TV estatal síria após a queda de Damasco em favor do HTS. Essa foi a única transmissão da TV estatal por várias horas.

Na praça principal de Jaramana, os manifestantes derrubaram uma estátua de Hafez al-Assad. À noite, as forças pró-governo teriam se retirado de vários subúrbios onde eclodiram protestos em grande escala.
Altos funcionários do governo de Assad em Damasco supostamente se envolveram em negociações com forças da oposição sobre potenciais deserções. Esses desenvolvimentos coincidiram com a negação de autoridades iranianas de relatórios sugerindo que Assad havia fugido do país, embora fontes indicassem que seu paradeiro em Damasco permanecia desconhecido. Após a entrada das forças da oposição, a guarda presidencial de Assad não estava mais posicionada em sua residência habitual. Até o início da noite de 7 de dezembro de 2024, as forças rebeldes que tentavam encontrar Assad não haviam encontrado nenhuma informação útil sobre seu paradeiro.
Em 8 de dezembro, o grupo militante islâmico Ha'yat Tahrir al-Sham (HTS) anunciou em sua conta oficial no X que havia libertado seus prisioneiros da Prisão de Sednaya, na periferia de Damasco, uma das maiores unidades de detenção da Síria. A organização considerou a libertação como uma vitória simbólica e estratégica para suas forças em face de abusos anteriores de direitos humanos e representativa da queda das injustiças do governo de Assad. Após essa captura em 2024, a Tahrir al-Sham publicou uma lista de funcionários da prisão que escaparam e que se tornaram os fugitivos mais procurados na Síria, depois da família Assad.
A entrada da oposição em Damasco encontrou resistência mínima, devido a uma aparente falta de despachos militares para áreas da cidade e à rápida dissolução das posições defensivas do governo, permitindo a captura de vários distritos. O Observatório Sírio de Direitos Humanos confirmou que as forças da oposição tomaram com sucesso várias instalações críticas em Damasco, incluindo o edifício da Organização Geral de Rádio e TV da mídia estatal e o Aeroporto Internacional de Damasco. Seus avanços também garantiram o controle das principais artérias de transporte e bairros estratégicos, particularmente o influente distrito de Mezzeh.

## Transição política
O líder do HTS, Abu Mohammad al-Julani, declarou no Telegram que as instituições públicas sírias não seriam entregues imediatamente às suas forças militares e, em vez disso, seriam temporariamente mantidas pelo primeiro-ministro sírio, Mohammad Ghazi al-Jalali, até que a transição política completa fosse finalizada. Al-Jalali anunciou em um vídeo nas redes sociais que planejava permanecer em Damasco e cooperar com o povo sírio, ao mesmo tempo em que expressava esperança de que a Síria pudesse se tornar "um país normal" e começar a se envolver diplomaticamente com outras nações. Ele chamou a queda do regime de Assad de "um novo capítulo na história da região" e condenou o papel da Síria como "um playground para as ambições iranianas", caracterizado pelo sectarismo e pela corrupção.
Mohammed al-Bashir, chefe do Governo de Salvação da Síria, foi nomeado como o novo primeiro-ministro do governo de transição sírio no dia seguinte.
O HTS garantiu que protegerá e permitirá que os cristãos e outras minorias pratiquem livremente sua religião. Isso tem suscitado dúvidas, pois o grupo terrorista Al-Qaeda está pressionando o HTS a atacar os cristãos.

## Impacto geopolítico
A queda do regime de Assad, um aliado vital da República Islâmica do Irã e um membro de longa data do “Eixo da Resistência” liderado pelo Irã, foi descrita como um golpe significativo para a rede e um passo em direção ao seu eventual declínio. Após a captura de Damasco pelos rebeldes, a embaixada iraniana foi saqueada, com retratos dos líderes iranianos arrancados e descartados. Diplomatas iranianos e comandantes da Força Quds fugiram da Síria às pressas. Muitos sírios supostamente consideravam o Irã e o Hezbollah responsáveis por apoiar o governo opressivo de Assad. A perda da Síria também interrompeu as rotas de fornecimento do Irã para o Hezbollah no Líbano, enfraquecendo o arsenal do grupo e diminuindo a posição estratégica do Irã na região.